# École supérieure d'art d'Avignon
 (février 2013).
Si vous disposez d'ouvrages ou d'articles de référence ou si vous connaissez des sites web de qualité traitant du thème abordé ici, merci de compléter l'article en donnant les références utiles à sa vérifiabilité et en les liant à la section « Notes et références ».
 (décembre 2016).
L'École supérieure d'art d'Avignon (ESAA), anciennement École des beaux-arts d'Avignon, est un établissement public de coopération culturelle (EPCC) depuis le 23 décembre 2010. l'ESAA fait partie du réseau des Écoles d'art en France et délivre un enseignement supérieur sous tutelle du ministère de la Culture. Il a pour mission de délivrer une formation initiale à des étudiants recrutés chaque année sur concours.

## Historique
Si, au cours des siècles précédents, plusieurs maîtres ont enseigné à Avignon leurs arts à des élèves choisis, ce n'est qu'en 1801 qu'est ouvert, dans l'ancien Hôtel de Sade, Rue Dorée, le premier établissement ayant pour vocation l’apprentissage de l’art et de la création à Avignon. Appelé, à l'origine, « École des beaux-arts d'Avignon », l'établissement va déménager à plusieurs reprises et changer d'intitulé.
L'école emménage rue des Lices, en 1889, dans l’aile orientale de la caserne des Passagers, bâtiment autrefois de l'Aumône générale. Une inscription sur le fronton d'une extension du bâtiment est toujours visible. Ce transfert s'effectue sous la responsabilité du directeur Pierre Grivolas, proche des Félibres et tout particulièrement de Théodore Aubanel, qu'il fréquente en particulier dans le mas du Grand-Rougier, sur la commune du Pontet. Pierre Grivolas fait de nombreux émules, étant considéré comme le créateur de la "nouvelle école d'Avignon". 
En 1928, l’école change de nom pour devenir « École d’arts décoratifs » puis, en 1965, « École municipale des beaux-arts et d’architecture » d’Avignon. En 1979, le ministère de la Culture désirant séparer l'architecture des autres disciplines enseignées, rattache cette dernière à l’unité pédagogique d’architecture de Marseille. 
Le bâtiment de la Rue des Lices ayant été vendu par la municipalité en 1997 et ensuite totalement transformé en unité d'habitations privées, l'établissement, devenu entre-temps « École supérieure d'art d'Avignon », est transféré au no 7 de la Rue Violette dans un hôtel particulier classé, datant du XVIIIe siècle par l'architecte Jean-Baptiste Franque, l'Hôtel de Montfaucon, dont les locaux ont été laissés vacants par le déménagement de la faculté de lettres de l'Université d'Avignon et des Pays de Vaucluse.
À la suite de l'extension de la collection Lambert, l'École supérieure d'art d'Avignon a quitté l'Hôtel de Montfaucon en juillet 2013, pour investir un site principal implanté au sud d'Avignon dans l'ancien Institut de soins infirmiers, un bâtiment récent (1992) d'environ 2 000 m2 situé 500 chemin de Baigne-Pieds, quasiment en face du centre hospitalier Henri-Duffaut. Il abrite les locaux spécifiques destinés à la conservation-restauration et aux enseignements théoriques. L'école dispose également d'un lieu annexe, déjà occupé par le passé mais agrandi pour l'occasion, situé dans le quartier de Champfleury et qui s'étend sur environ 1 000 m2 entièrement réservés à des ateliers techniques et de création, à disposition des étudiants de la mention Création-Instauration.

### Mouvements de contestation
À partir du 21 avril 2016, comme en 2012, les étudiants de l’École supérieure d'art d'Avignon se sont regroupés en collectif public de protestation, soutenu par la majorité des personnels. Les griefs principaux sont d'abord une baisse de la dotation budgétaire municipale de 8 % pour la deuxième année consécutive. Ce sont aussi les manquements doublés de parti-pris stratégiques totalement inadéquats d'une direction pratiquant en outre un « management bureaucratique » impropre à la mission comme à la situation, au bout de dix-huit mois d'exercice seulement, et ayant conduit à ses vacances définitives.
Les étudiants ont ainsi demandé publiquement aux élus municipaux et aux représentants de l'État de prendre position pour la sauvegarde de l'école.
À la fin du mois de mai, l'établissement principal a été occupé pacifiquement pendant une semaine par une soixantaine d'étudiants venus de toute la France en soutien de leurs homologues avignonnais, pour signifier leurs mécontentement et préoccupation concernant le sort alarmant réservé à plusieurs écoles supérieures d'art françaises, contraintes elles aussi à une forme d'austérité de ressources par la puissance publique.

## L'optionartdéclinée en deux mentions
L'originalité de l’École supérieure d’art d’Avignon dans le réseau français des écoles d'art est l'option « art » en deux mentions : « Conservation-Restauration des Biens Culturels » et « Création ».
En plaçant l'objet d'art en point de mire des conservateurs-restaurateurs, artistes ou théoriciens, les enseignants sont en mesure d'élaborer des enseignements susceptibles d'interrogations communes. L'intérêt de la contiguïté des deux mentions comme de leurs acteurs résident aussi dans la comparaison des conduites de démarches respectives dont les objectifs et enjeux convergent vers le contemporain.
Une partie des enseignements à caractère fondamental est ainsi dispensée conjointement à tous les étudiants. Les cours concernent autant les uns que les autres à propos des enjeux sociétaux et culturels de la création, de la sauvegarde et de la diffusion des œuvres. En plus de l'histoire de l’art, la socio-anthropologie, le droit de la création et du patrimoine, la  scénographie et la muséologie, des enseignements plus spécifiques à chaque mention sont également dispensés. C'est lors de projets pendant les semaines entières que les rencontres entre les deux mentions se manifestent le plus concrètement.
La mention « Conservation-Restauration des Biens Culturels » veut considérer plus spécialement parmi les biens culturels, les productions de l'art contemporain et les objets dits « ethnographiques. » 
, tandis que la mention « création-instauration » réunit des artistes-enseignants tournés vers les arts médiatiques, les arts performatifs ainsi que les arts plastiques et leurs dispositifs d'exposition.

### La mention «Conservation-Restauration des Biens Culturels»
La mention « Conservation-Restauration des Biens Culturels » a été introduite à l'ESAA avec un agrément réglementaire public en 1981, sous l'impulsion de son directeur de l'époque, Gian Carlo Casazza. Elle doit son intitulé à la définition de son exercice, promulguée pour la première fois à l'échelon internationale lors du congrès triannuel de l'ICOM-CC à Copenhague en 1984, puis en 2010 à Shanghai, encore par le Conseil international des musées (ICOM).
Ce cursus constitue l'une des quatre formations publiques françaises à la conservation-restauration. Il est habilité par le droit du patrimoine, et sa reconnaissance est internationale. Il propose un parcours jalonné par deux diplômes nationaux, le premier au niveau et grade de la licence, le Diplôme national d'art (DNA), le second au niveau et grade du master II, le Diplôme national supérieur d'expression plastique (DNSEP).
Le DNA / mention « Conservation-Restauration des Biens Culturels » au grade de Licence, vient consacrer l'aboutissement d'un premier cycle fortement orienté vers la conservation de biens culturels, qu'elle soit préventive, prédictive ou curative. La conservation proprement dite, étudie et traite les problèmes dus aux altérations et a essentiellement pour mission d'assurer la pérennisation matérielle des objets et collections.
Le DNSEP/ mention « Conservation-Restauration des Biens Culturels » au grade de master II, qui procure au titulaire une habilitation à exercer dans les musées dotés du label Musée de France, ouvre la possibilité d'une insertion professionnelle directe au niveau bac+5 principalement dans le domaine de la sauvegarde du patrimoine culturel.
Outre l'objectif de la professionnalisation, le programme de formation assure un accompagnement des travaux et recherches menés en cycle. Un cadre méthodologique  permet aujourd'hui une réflexion en, dans et sur la discipline de la conservation-restauration, outrepassant des préoccupations concernant la seule consistance matérielle des biens culturels. 
Dans un monde globalisé et sous contraintes, les questions et difficultés posées par des patrimoines de plus en plus récents, des artefacts issus de cultures éloignées et par les productions de l'art contemporain, obligent une réflexion critique sur la conservation-restauration et ses applications concrètes. Celle-ci a déjà permis d'observer que ses problématiques s'inscrivent à la croisée de celles de sciences humaines et sociales, telles la philosophie, la socio-anthropologie, l'histoire et l'histoire de l'art.
- Si vous ne connaissez pas le sujet, laissez ce bandeau (vous pouvez alors contacter les auteurs).
- Si vous supprimez le contenu mis en cause (vous pouvez préalablement contacter les auteurs),

argumentez précisément cette suppression dans la page de discussion
(un manque de référence n'est pas un argument ; une recherche réelle de référence doit avoir été effectuée, être formellement documentée).
- les artefacts ethnographiques :

Ces objets qui constituent un champ d'application privilégié ne réfèrent plus seulement aux cultures dites « primitives » par le passé. Ils comprennent aussi les objets « scientifiques » et « techniques » qui relèvent des sociétés modernes. Initiée par les sociologues de l'université de Chicago, l'ethnographie sociologique s'est développée tout au long du XXe siècle en privilégiant à la fois un champ d'investigation ethnologique et un travail sociologique au moyen des techniques du journalisme.
Beaucoup d'artefacts ethnographiques séjournent dans des institutions spécialement consacrées aux cultures et sociétés. Géographiquement et temporellement plus ou moins lointains, ils concentrent la réflexion à propos des enjeux actuels qui les impliquent. Ils ont pu être « récoltés » auprès de  du monde entier, sont des objets matériels qui participaient de complexes de rapports sociaux qui ne nous est pas familier. Les relations aux objets mettent en évidence celles qui tissent un groupe religieux, des plus discrètes aux plus apparentes. L'analyse des usages d'un objet dans des situations socio-historiques données, peut révéler des processus divers : des échanges intra et inter familiaux, des représentations de soi, une dynamique patriote et identitaire, etc. Les objets participent à la construction de la socialisation et constituent en outre une véritable ressource dans l'interaction doublement, par son utilisation et ses potentialités créatives mythologiques et non patrimoniales. Les objets ethnographiques demeurent également et dans une certaine mesure au musée de l'homme ou au Quai Branly, de véritables protagonistes de leur espace.  Ils permettent ainsi de construire un temps, en revêtant une nature collector ou kitsch, ou encore en étant considéré comme un marqueur de génération ou de civilisation. Si l'on y décèle des traces, on est alors capable de mesurer le temps de l’expérience et découvrir des modes de vie. Une enquête ethno-sociologique (ou anthropologique) à propos de n'importe quel artefact même d'apparence banale, triviale, fait apparaître un objet doté de propriétés sociales complexes. Dans une même dynamique de partage d'expérience et d'interrogations propres à des enjeux différents, les objets ethnographiques issus de collections publiques, dont l'école devient le dépositaire le temps de leur examen et étude par les étudiants de la mention conservation-restauration, constituent autant de points de rencontres avec leurs homologues de la mention création-instauration.
- les productions de l'art contemporain :

« Une œuvre d’art au sens classificatoire est un artefact tel qu’un ensemble de ses aspects fait que le statut de l’appréciation lui a été conféré par une personne ou un ensemble de personnes agissant au nom d’une certaine institution sociale (le monde de l’art) » . Cette définition constitue l'autre champ d'étude téléologique d'application à la conservation-restauration. On s’accorde généralement à considérer que les débuts de l'art contemporain remontent à la fin de la Deuxième Guerre mondiale ou au début des années soixante. L'art contemporain est particulièrement exploré par la mention création-instauration de l'ESA.   

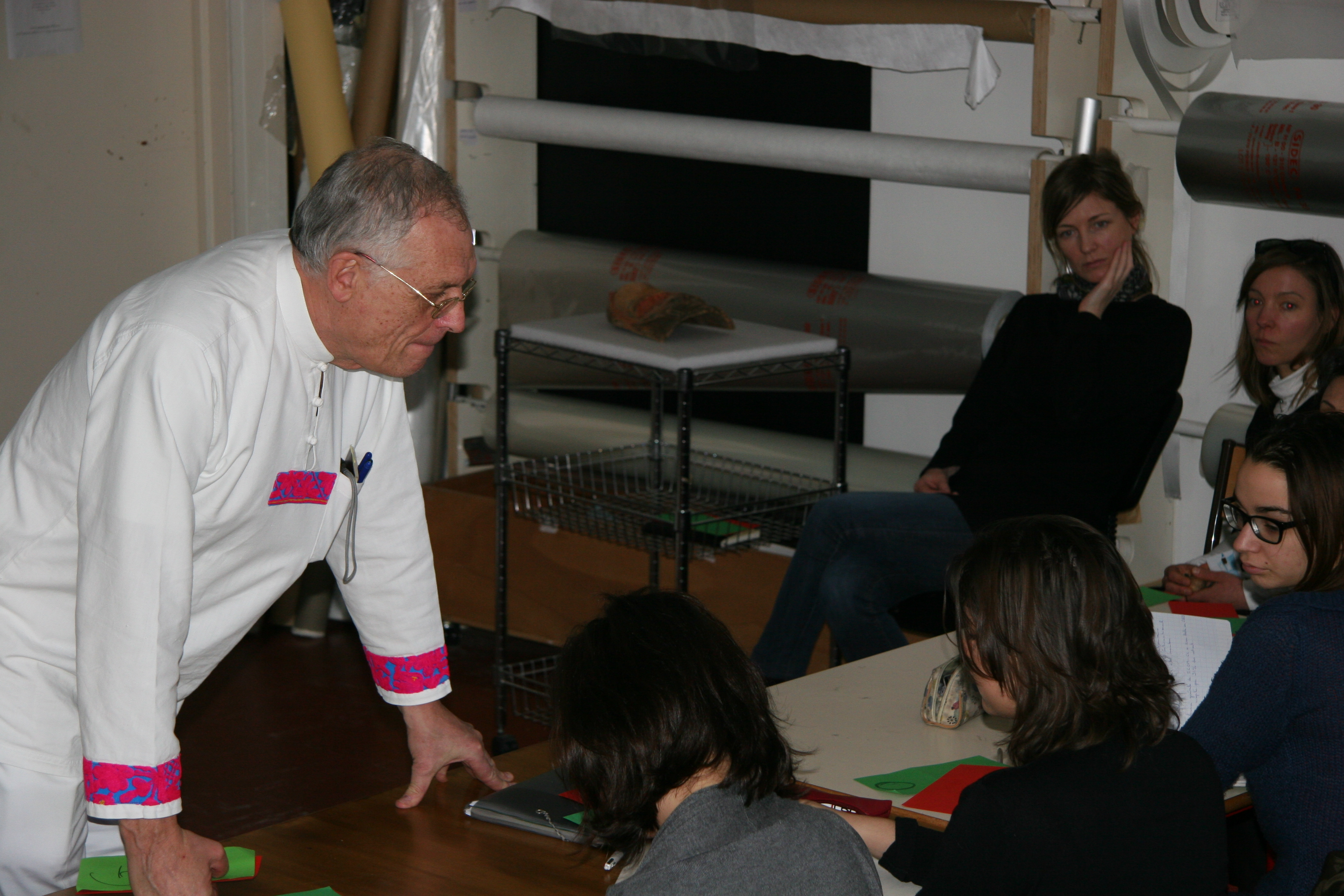
Intervention de Gaël de Guichen auprès des étudiants de l'ESAA, en janvier 2013.

### La mention «Création»
- Si vous ne connaissez pas le sujet, laissez ce bandeau (vous pouvez alors contacter les auteurs).
- Si vous supprimez le contenu mis en cause (vous pouvez préalablement contacter les auteurs),

argumentez précisément cette suppression dans la page de discussion
(un manque de référence n'est pas un argument ; une recherche réelle de référence doit avoir été effectuée, être formellement documentée).
La mention « Création », formulée aussi en guise de « pendant » de la section « Conservation-Restauration des Biens Culturels », doit son intitulé à l'association de deux concepts à même de traduire la plupart des processus actuels de production artistique. Depuis que l'art moderne et les avant-garde ont largement outrepassé les frontières normatives des arts académiques, et dès lors qu'un urinoir – un ready made — issu de la production industrielle en série — fut instauré en tant qu'œuvre d'art, le concept d'instauration suggère tant une différenciation par rapport au processus de création qu'une réflexion sur l'ontologie de ses productions.
Les étudiants sont formés à la maîtrise des étapes et de la conduite de projets (conception, expérimentation, réalisation, évaluation, réception) ainsi qu’à la capacité de réponse à des appels d'offres ou à la commande. La mention a aussi pour objectif de les préparer à exercer une profession artistique ou une activité connexe au champ de la création nécessitant des compétences de gardienne à la Collection Lambert, enseignante dans les associations d'art amateur, salariée chez les enseignants de conservation-restauration, etc.
- les arts médiatiques : art biotechnologique, art cinétique, cyberart, art électronique, art informatique, art interactif, art multimédia, art numérique, art photographique, art du réseau (ou net art), art robotique, art sonore, art spatial, art technologique, art vidéo... La création, lorsqu’elle utilise des media numériques, aujourd'hui omniprésents dans notre société, peut difficilement faire l’économie d’une réflexion sur leur inconstance, leur évolution, voire leur obsolescence programmée. Des artistes-enseignants abordent l’usage et la pratique de ces media, et plus largement la question de l'« armoire » (son activation, sa pérennité, son évolution...). Concernant la mention Conservation-Restauration, il s’agit de recenser les potentialités des bases de données et d’interroger le champ et les modalités d’action de la conservation-restauration concernant les œuvres d'art.

- les arts performatifs : art-action, art-performance, pratiques scéniques.

Les artistes-enseignants souhaitent mettre en relation les étudiants avec les pratiques du happening, de l'art- performance, de l'art-action, des arts du spectacle avec une réflexion sur leurs contextes historiques, sociologiques, artistiques... Il s’agit de développer conjointement des recherches théoriques et des situations d’expérimentations artistiques donnant lieu à des réalisations et à des publications. Les recherches questionnent les arrière-plans pratiques du live, de la scène et de l’art comme art, en mettant en évidence la contemporanéité de ces pratiques à travers les nouveaux axes qui se profilent au niveau international.
- les arts plastiques : objets et dispositifs (installations).

L'objectif multiple et unique est de :
– stimuler et promouvoir l’étude, la connaissance et la rencontre ;
– travailler sur le processus ;
– mettre en contact des étudiants avec des artistes et différents acteurs culturels.
Cette visée implique d’aborder les œuvres en vis-à-vis  dans leur contexte socio-culturel, de s’intéresser à leurs phases de reproduction, (méthodologie / processus), d’interroger le croisement du travail personnel et de la technique, de réfléchir aux lieux et conditions de démonstration d’une œuvre d'art.

## Une pédagogie transversale
Le parti-pris pédagogique combine la formation à deux activités différentes mais interactives. L'année scolaire est scindée en deux semestres de cours à la fois théoriques et pratiques. Des périodes plus expérimentales s'y ajoutent, avec pour objectif de familiariser les étudiants avec le croisement de disciplines, de niveaux et de pratiques. Les projets collaboratifs sont conçus pour rassembler des étudiants, des enseignants, des professionnels et d'autres partenaires venus d'horizons divers (artistes, chercheurs, institutionnels, entrepreneurs...) autour d’une thématique ou un enjeu commun. Tous sont aussi citoyens engagés dans des formes alternatives de contribution à l’espace public. Ces expériences ont lieu notamment autour de l’anthropologie. Elles concernent aussi, plus évidemment, les productions contemporaines que la mention conservation-restauration aborde dans leur ensemble, quand  la mention création-instauration en privilégie plus particulièrement trois sortes. Pour autant, elle se garde bien de les cloisonner afin que les étudiants puissent les envisager également dans une perspective de création.  
Les enseignements, workshops et projets sont assurés par une équipe pédagogique pluridisciplinaire, ainsi que par de nombreux artistes et experts invités ; pour exemples, Gaël de Guichen, le père de la conservation préventive en France et très actif pour sa propagation à l'international, le collectif pluridisciplinaire  MxM, l’artiste Martine Neddam, le romancier Frédéric Valabrègue, l’architecte Hans-Walter Müller…

## Directeurs
- Pierre Grivolas (1823-1906), de 1878 à 1906, il fonda la Nouvelle école d'Avignon
- Michel Steiner, de 1985 à 1994
- Jean-Marc Ferrari, de 1994 à 2012
- Didier Herbet, de 2012 à 2014
- Dominique Boulard, de 2014 à 2016
- Alfredo Vega-Cardenas, de 2018 à 2021[14]
- Morgan Labar, de 2021 à 2024
- Benoît Broisat, à partir du 1er avril 2025[15]

## Professeurs et élèves
- Alain Leonesi
- Alexandra Sà
- Alfred Bergier
- Alfred Lesbros
- Amélie Petiot
- Antoine Grivolas
- Auguste Roure
- Aurélien Krafft
- Barbara Blanc
- Benoît Broisat
- Bernard Müller (anthropologue)
- Camille Benecchi
- Camille Malavaux
- Carlos Kusnir
- Carole Mathe de Souza
- Christophe Bruno
- Claude Firmin
- Clément Brun (peintre)
- Cyril Jarton
- Delphine Poupard
- Émile Bouneau
- Emmanuel Guez
- Émilie Masse
- Emylou Mahon
- Eugène Martel
- François Duboisset
- Gaspard Salatko
- Gilbert Blanc
- Hamid Maghroui
- Helene Bitard
- Hervé Giocanti
- Iliana Fylla
- Jean Laube
- Jean-Baptiste Palay
- Jean-Baptiste Saint-Martin
- Jean-Pierre Cometti
- Jean-Pierre Gras
- Jill Myhill
- Jiwen Li
- Joseph Hurard
- Joseph Meissonnier
- Jules Flour
- Julie Larouer
- Laurent Santi
- Léa Le Bricomte
- Léon Colombier
- Lionel Broye
- Lola Dubus
- Louis Agricol Montagné
- Louis Ball
- Lucille Calmel
- Lucas Coskun
- Marc Maire
- Marie Boyer
- Marius Roux-Renard
- Michel Bonnaud
- Michel Trinquier
- Mylène Malberti
- Nicolas Gruppo
- Paul Gaston Déprez
- Pierre Grivolas
- Pierre Lagrange
- Pierre Leger
- Pierre Leveau
- Pierre Provoyeur
- Pierre Tilman
- René Seyssaud
- Robert Bougrain-Dubourg
- Ross Louis
- Salma El Ghezal
- Sarah Venturi
- Stéphanie Elarbi
- Sirine Fattouh
- Sylvie Nayral
- Thierry Martel
- Tina Campana
- Véronique Mori
- Victor Crumière
- Victor Leydet
- Willy Ronis
- Xiaoxin Gui
- Yaonan Liu